# Simón Iturri Patiño
 (mars 2020).
Si vous disposez d'ouvrages ou d'articles de référence ou si vous connaissez des sites web de qualité traitant du thème abordé ici, merci de compléter l'article en donnant les références utiles à sa vérifiabilité et en les liant à la section « Notes et références ».
Pour les articles homonymes, voir Patiño (homonymie).
Simon Iturri Patiño, né le 1er juin 1860 dans le département de Cochabamba en Bolivie et mort le 20 avril 1947 à Buenos Aires, est un pionnier de l'exploitation de l'étain et un multimilliardaire surnommé « le Rockefeller des Andes ». Son héritier est son fils Anténor Patiño.

## Parcours
Métis, de petite taille, fils d'un savetier, Simón I. Patiño, après des études commerciales, se rend à Oruro, le centre minier bolivien  de l'exploitation de l'argent. Percevant l'épuisement des gisements d'argent et les besoins de l'industrie, il se lance dans celui de l'étain. 
Il part à la recherche de filons d'étain seul avec sa femme dans la montagne bolivienne pendant plusieurs années. En 1900, il finit par découvrir un immense gisement d'étain, baptisé « La Salvadora », qui deviendra la mine la plus importante du pays. Il l'exploite avec les méthodes  les plus modernes et les meilleurs ingénieurs mondiaux. La réussite apparait. Patiño absorbe d'autres mines, commercialise le minerai, crée des fonderies, fonde une banque, investit  en Malaisie et au Canada. À la fin des années 1930, Patiño traite dans ses fonderies plus de 60 % de la production mondiale d'étain.

## Europe/États-Unis/Argentine
Dès 1912, Patiño et sa famille se sont installés en France. En 1924, en voyage en Bolivie, il est victime d'une crise cardiaque et dès lors, il doit éviter son pays, qui est en altitude. En 1939, les Patiño s'installent à New York puis quelques années plus tard en Argentine, afin d'être plus près de leur pays. Son fils et héritier Anténor s'installe à Paris, où il se marie, et y retourne après la Seconde Guerre mondiale.
En 1914-1918 aussi bien qu'en 1939-1945, Simón I. Patiño se place du côté des Alliés de la Première Guerre mondiale et Seconde Guerre mondiale auxquels il assure l'exclusivité de sa production d'étain. 
Il meurt à Buenos Aires, le 20 avril 1947.

## Fondations
Dès 1931, Simón I. Patiño a créé la "Fondation Universitaire Simón I. Patiño", pour former des élites dans son propre pays. 
En 1958,  ses héritiers  créent la Fondation Simón I. Patiño de Genève pour développer dans les domaines de l'éducation, de la culture, de la recherche, de la santé, de l'hygiène, de la nutrition, de l'agriculture et de l'écologie, des programmes en faveur de l'Amérique du Sud, en particulier de la Bolivie.

## Famille
Simón I. Patiño est le père de cinq enfants : 
1. René Patiño
2. Anténor Patiño (1896-1982)
3. Graziella Patiño de Ortiz-Linares, mariée à Jorge Ortiz-Linares, ambassadeur de Bolivie en France après la guerre, parents de George Ortiz (1927 - octobre 2013), collectionneur d'art antique, et Jaime Ortiz-Patiño (1930 - janvier 2013), collectionneur d'objets d'art
4. Elena Patiño (1905-1942), mariée à José María López de Carrizosa y Martel, marquis del Merito
5. Luz Mila Patiño (1909-1958), mariée au comte Guy du Boisrouvray (1903-1980), parents d'Albina du Boisrouvray (née en 1939), elle-même mère de François-Xavier Bagnoud (qui a été tué dans un accident d'hélicoptère lors du Paris-Dakar, avec le chanteur Daniel Balavoine)

## Sources et références
- http://portal.fundacionpatino.org/
- http://www.yfolire.net/sais/definition.php?code=patino
- Jens Streckert: París, capital de América Latina: Latinoamericanos en la Ciudad Luz durante la Tercera República (1870-1940). Universo de letras, 2019.  (ISBN 9788417926922)